# Aphonopelma paloma
Aphonopelma paloma là một loài nhện trong họ Theraphosidae.
Loài này thuộc chi Aphonopelma. Aphonopelma paloma được miêu tả năm 1993 bởi Prentice.